# Pogonioefferia pogonias
Pogonioefferia pogonias là một loài ruồi trong họ Asilidae. Pogonioefferia pogonias được Wiedemann miêu tả năm 1821.